# Jeon Hae-Sup
Jeon Hae-Sup (Corea del Sur, 15 de febrero de 1952) es un deportista coreano retirado especialista en lucha libre olímpica donde llegó a ser medallista de bronce olímpico en Montreal 1976.

## Carrera deportiva
En los Juegos Olímpicos de 1976 celebrados en Montreal ganó la medalla de bronce en lucha libre olímpica de pesos de hasta 52 kg, tras el luchador japonés Yuji Takada (oro) y el soviético Alexander Ivanov (plata).